# تجمع خليد (مودية)

تعديل مصدري - تعديل

تجمع خليد هو "تجمع بدوي" في  عزلة مودية بمديرية مودية التابعة لمحافظة أبين، بلغ تعداد سكانها 41 نسمة حسب تعداد اليمن لعام 2004.